# Rachel Brown
Rachel Laura Brown (Burnley, 2 luglio 1980) è un'ex calciatrice inglese, di ruolo portiere.
Dopo aver esordito in patria, si afferma nei campionati universitari statunitensi, per decidere in seguito di rientrare in Europa per giocare nel campionato inglese femminile di calcio. Nella sua lunga carriera ha indossato per sedici anni la maglia della nazionale inglese con la quale ha partecipato a due campionati mondiali e quattro europei, ottenendo il secondo posto all'Europeo di Finlandia 2009, vestendo anche quella della nazionale britannica in occasione delle Olimpiadi di Londra 2012.
Dal 2016 è inserita nella Hall of Fame del calcio inglese.

## Nazionale
Con la nazionale inglese fa il suo esordio nel 1997, collezionando 82 presenze prima del suo ritiro annunciato nel 2013 e ottenendo il secondo posto all'Europeo di Finlandia 2009.
Viene inoltre selezionate per rappresentare il Regno Unito nella nazionale britannica in occasione dei Giochi della XXX Olimpiade di Londra 2012, dove viene utilizzata in un solo incontro condividendo con le compagne il percorso che porta la rappresentativa del Regno Unito ai quarti di finale nel torneo.

## Palmarès

### Club
- FA Women's Cup: 1

Everton: 2009-2010
- FA Women's Premier League Cup: 1

Everton: 2007-2008